# 수운
수운(水運) 또는 수상교통(水上交通)은 수면을 이용한 여객 수송 화물 수송이다. 강, 호수, 운하의 수면을 이용한 내륙 수운과 해상을 이용한 해운이 있다. 단 협의적으로는 해운과 구별하여 내륙 수운만 의미하게 되며, 내륙 수운 있어도 다른 나라에 걸쳐서 운행하는 경우가 발생되게 된다.
한국에서는 조선 시대까지 강을 이용한 수운이 발달하였으나 한국의 하천은 하상계수가 매우 크기 때문에 수운에 적합하지 않았고, 따라서 대한제국·일제강점기 이후 도로와 철도가 발달하면서 강을 이용한 수운은 쇠퇴하였다. 특히 높은 하상계수로 인한 홍수 예방 등을 위한 댐의 건설로 인해 강의 수로가 막히면서 현재 내륙 수운으로는 장거리의 대규모 수송이 불가능한 상태이다. 현재는 한강, 소양호 등에서 유람선이나 수상 택시를 운영하는 정도이다.

## 같이 보기
- 상선